# FET y de las JONS
Falange Española Tradicionalista y de las Juntas de Ofensiva Nacional-Sindicalista (Den traditionalistiske spanske Falange af Juntaerne af den National-
Syndikalistiske Offensiv) var et spansk politisk parti grundlagt af Francisco Franco som en fusion af falangistpartiet, FE y de las JONS og carlistpartiet, Comunion Tradicionalista. Partiet var det eneste lovlige parti i Spanien fra 1937 til 1977. Det havde både en fascistisk tendens fra falangisterne og en monarkistisk tendens fra carlisterne.